# 1834
Het jaar 1834 is het 34e jaar in de 19e eeuw volgens de christelijke jaartelling.

## Gebeurtenissen
januari
- 1 - De Duitse Zollverein treedt in werking. Deze douane-unie is de eerste aanzet tot de Duitse eenheid.

februari
- 2 - Een legertje opstandelingen van Jong Italië trekt Savoye binnen maar wordt verstrooid. Giuseppe Garibaldi weet tijdig uit Genua te ontsnappen naar Zuid-Amerika.
- 7 - Koning Leopold van België sticht de Koninklijke Militaire School.

maart
- 22 - De Groningse hoogleraar Sibrand Stratingh en zijn instrumentmaker Christopher Becker rijden in hun zelfgebouwde stoomrijtuig door de stad Groningen.

april
- 18 - In de USA krijgt Solyman Merrick patent op de moersleutel.

mei
- 1 - In België wordt de wet tot het oprichten van een nationaal spoorwegennet uitgevaardigd; daarin beslist de staat een net van ongeveer 400 km aan te leggen.

juni
- 15 - In de stad Safed in het Ottomaanse Rijk breekt een grootschalige pogrom uit, gericht tegen de Joodse gemeenschap van de stad.
- 21 - De Amerikaan Cyrus McCormick krijgt patent op de maaibalk.

augustus
- 14 - Koning Willem IV van het Verenigd Koninkrijk bekrachtigt de nieuwe Engelse Armenwet, die elke gemeente verplicht om een "workhouse" te stichten. Bedelarij wordt verboden. De wet geldt niet in Schotland.
- augustus - De Italiaan Giuseppe Ferlini vertrekt uit Khartoem voor zijn plundertocht langs de pyramiden van Meroë.

september
- 30 - De vuurtoren van Egmond aan Zee wordt in gebruik genomen. Ze is een monument voor de held uit de Belgische Opstand: Jan van Speijk.

oktober
- 10 - Bij een aardbeving in West-Java wordt Buitenzorg, het buiten van de Nederlandse gouverneur-generaal, verwoest.
- 13 - Onder leiding van dominee Hendrik de Cock van Ulrum scheidt een eerste groep gereformeerden zich af van de Hervormde Kerk. Zij keren terug naar de Dordtse kerkorde.
- 18 - In Londen brandt het Middeleeuwse Palace of Westminster af.  Dit Paleis zal later herrijzen in de vorm waarop wij het nu kennen.

november
- 19 - Enkele tientallen hervormden in Smilde richten een eigen kerkelijke gemeente op, waarmee de  kerkscheuring Drenthe bereikt.

zonder datum
- In Denemarken wordt de Vierstanden vergadering opgericht, een voorloper van het moderne parlement.
- In Nederland mislukt een poging om voldoende geld bijeen te brengen voor de aanleg van een spoorlijn Amsterdam-Keulen.

## Bouwkunst

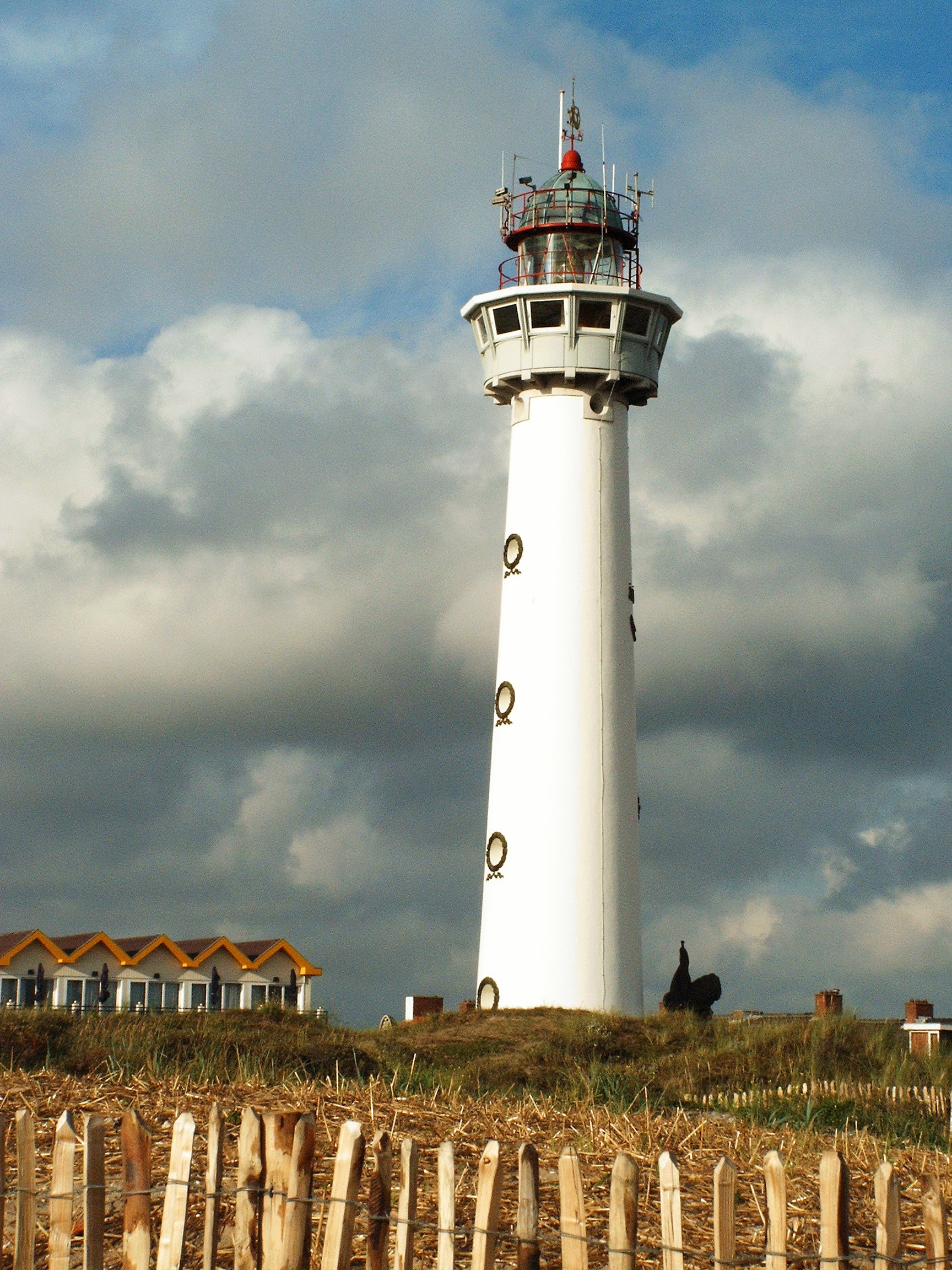
Vuurtoren, Egmond aan Zee (1834) Jan David Zocher

## Geboren
januari
- 7 - Philipp Reis, Duits onderwijzer en uitvinder (overleden 1874)
- 21 - Lars Hætta, Noors taalkundige en vertaler (overleden 1896)

februari
- 11 - Leopoldus Passchijn, Belgisch politicus (overleden 1901)
- 16 - Ernst Haeckel, Duits bioloog en filosoof (overleden 1919)
- 19 - Herman Snellen, Nederlands oogarts en hoogleraar oogheelkunde (overleden 1908)

maart
- 19 - Rosalie Loveling, Vlaams schrijfster (overleden 1875)

april
- 9 - Edmond Laguerre, Frans wiskundige (overleden 1886)
- 15 - Thomas François Burgers, Zuid-Afrikaans president (overleden 1881)
- 23 - Marie Adrien Perk, Nederlands predikant en schrijver (overleden 1916)

mei
- 5 - Viktor Hartmann, Russisch architect, beeldhouwer en kunstschilder (overleden 1906)
- 9 - Johannes Isaak de Rochemont, militair in het KNIL en adjudant van gouverneur-generaal Loudon (overleden 1914)

juni
- 14 - Emil Stang, Noors politicus (overleden 1912)

juli
- 2 - Hendrick Peter Godfried Quack, Nederlands historicus (overleden 1917)
- 14 - James McNeill Whistler, Amerikaans kunstschilder (overleden 1903)
- 19 - Edgar Degas, Frans impressionistisch schilder (overleden 1917)

augustus
- 1 - Mariane van Hogendorp, Nederlands sociaal hervormster en feministe (overleden 1909)
- 4 - John Venn, Brits wiskundige (overleden 1923)
- 15 - Gerrit Jan Wilbrink, Nederlands notaris (overleden 1907)
- 17 - Peter Benoit, Vlaams componist (overleden 1901)
- 29 - Hermann Sprengel, Duits schei- en natuurkundige (overleden 1906)

september
- 15 - Giuseppe Borsalino, Italiaanse ontwerper van de borsalino-hoed (overleden 1900)
- 25 - Désiré Van Monckhoven, Belgisch wetenschapper (overleden 1882)

december
- 16 - Léon Walras, Frans econoom (overleden 1910)

datum onbekend
- Jacob Davis, uitvinder van de spijkerbroek (overleden 1908)

## Overleden
januari
- 31 - Evert Maaskamp (65), uitgever, boek- en prenthandelaar te Amsterdam

februari
- 26 - Alois Senefelder (62), Duits uitvinder van de steendruk of lithografie

mei
- 20 - Gilbert du Motier de la Fayette (76), Frans aristocraat

juli
- 27 - Henry Bathurst (72), 3e graaf van Bathurst en Brits politicus

augustus
- 4 - Ralph Dundas Tindal (61), Nederlands militair

oktober
- 28 - Jacob van Eeghen (16), Nederlands dichter

november
- 18 - Johannes ter Pelkwijk (65), Nederlands staatsman

december
- 23 - Robert Malthus (68), Brits demograaf en econoom

## Weerextremen in België
- 24 januari: hoogste etmaalgemiddelde temperatuur ooit op deze dag: 11.3 °C en hoogste maximumtemperatuur: 12.9 °C.
- 25 januari: hoogste etmaalgemiddelde temperatuur ooit op deze dag: 10.3 °C.
- 6 november: hoogste etmaalgemiddelde temperatuur ooit op deze dag: 15,6 °C.